# 卢普堡
卢普堡是德国巴伐利亚州的一个市镇。总面积30.70平方公里，总人口2334人，其中男性1210人，女性1124人（2011年12月31日），人口密度76人/平方公里。